# 愛憎峠
『愛憎峠』（あいぞうとうげ）は、1934年に公開された溝口健二監督の日本映画。 

## スタッフ
以下のスタッフ名は特に記載がない限りKINENOTEに従った。
- 監督 - 溝口健二
- 原作 - 川口松太郎
- 脚本 - 川口松太郎[2][3]
- 潤色 - 高島達之助
- 撮影 - 横田達之

## キャスト
- 山田五十鈴[1] - 坂東歌吉[2]
- 鈴木伝明[1] - 尾形警部[2][3]
- 原駒子[1] - 定子[2]
- 夏川大二郎[1] - 森田繁[2]
- 市川小文治[3] - 代言人・間宮鶴吉[2]
- 横山運平[3] - 太夫元・原十[2]
- 杉狂児[3] - 先乗の仙吉[2]
- 村田宏寿[3] - 興行主・深田[2]
- 中村歌児 - 下座の婆[2]
- 冬木映彦 - 興役・新吉[2]
- 中村英雄[3] - 埼五屋の小僧[2]
- 山本冬郷[3]

### 劇中劇
- 浜口富士子[3] - 南郷力丸[2]
- 上村節子[3] - 日本左衛門[2]
- 深水藤子[3] - 惣吉[2]
- 山本嘉一 - 板垣退助[2]
- 瀬良章太郎 - 本人[2]